# Danh sách máy bay của Không quân Afghan
Đây là danh sách máy bay của Không quân Afghan bao gồm tất cả máy bay được Quân đoàn Không quân Lục quân Quốc gia Afghan sử dụng và lực lượng của chế độ trước, bao gồm Không quân Hoàng gia Afghan, Lực lượng Phòng không không quân Các tiểu vương quốc Hồi giáo Afghanistan, Binh chủng không quân quân đội Afghan và lực lượng không quân của các lãnh chúa và thế lực khác.

## Theo tên gọi

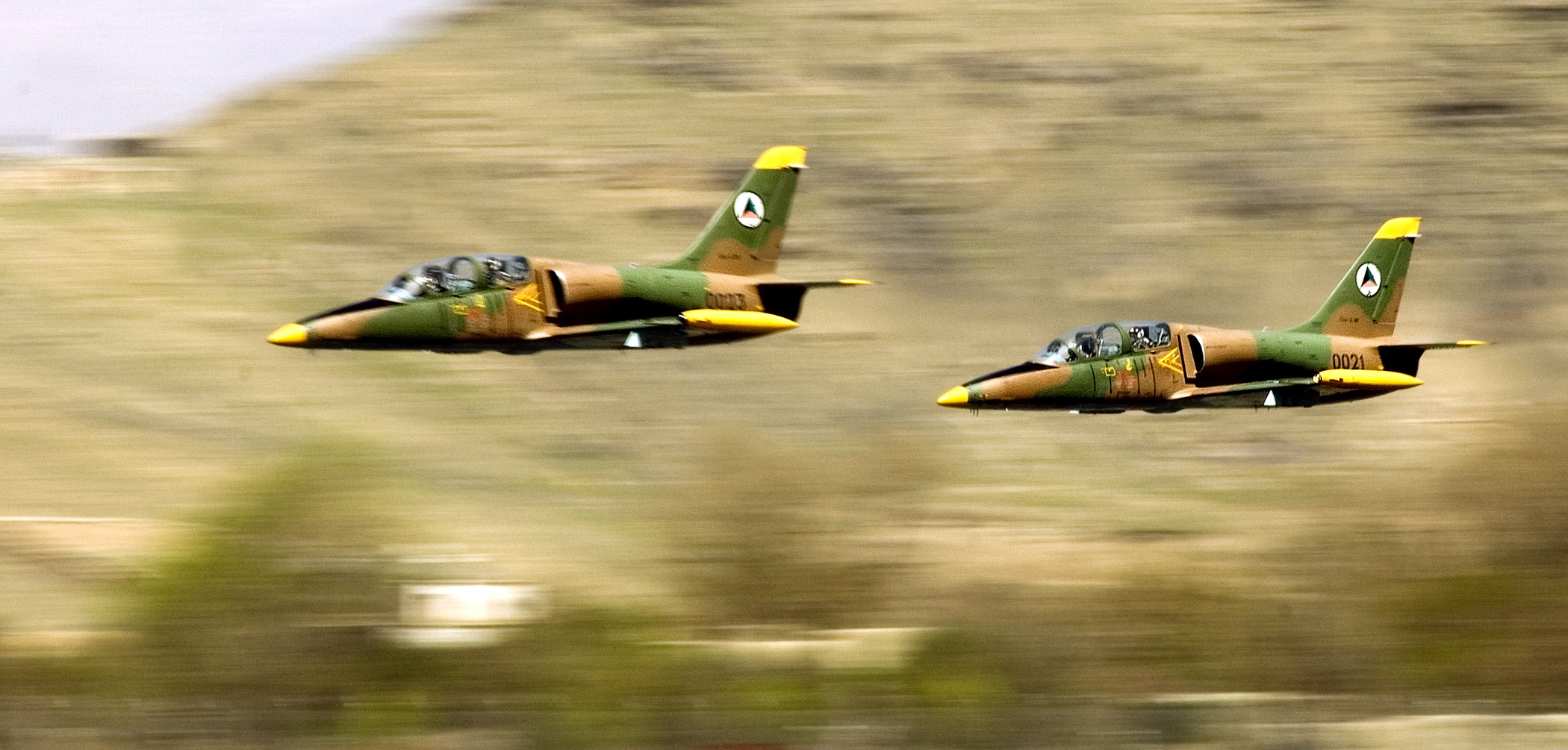
L-39 của Afghan

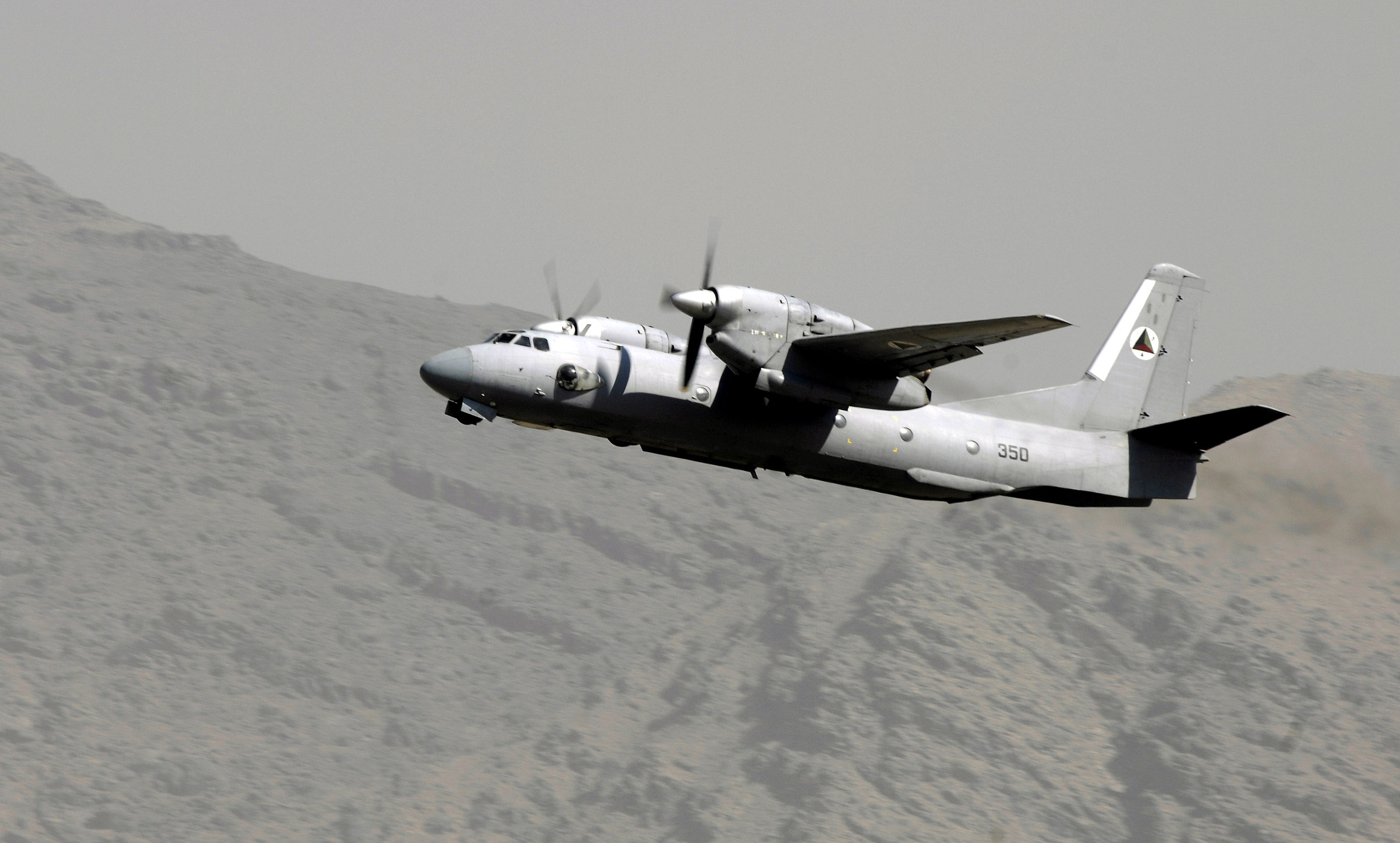
An-32 của Afghanistan

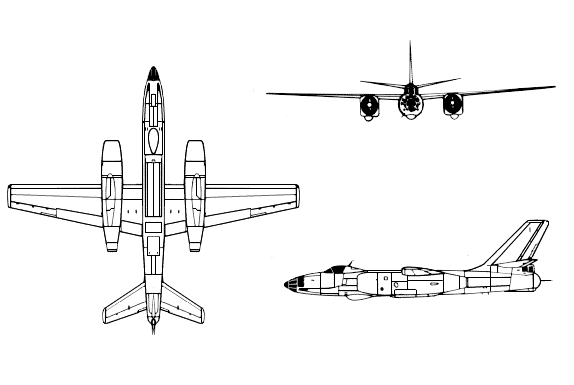
Il-28

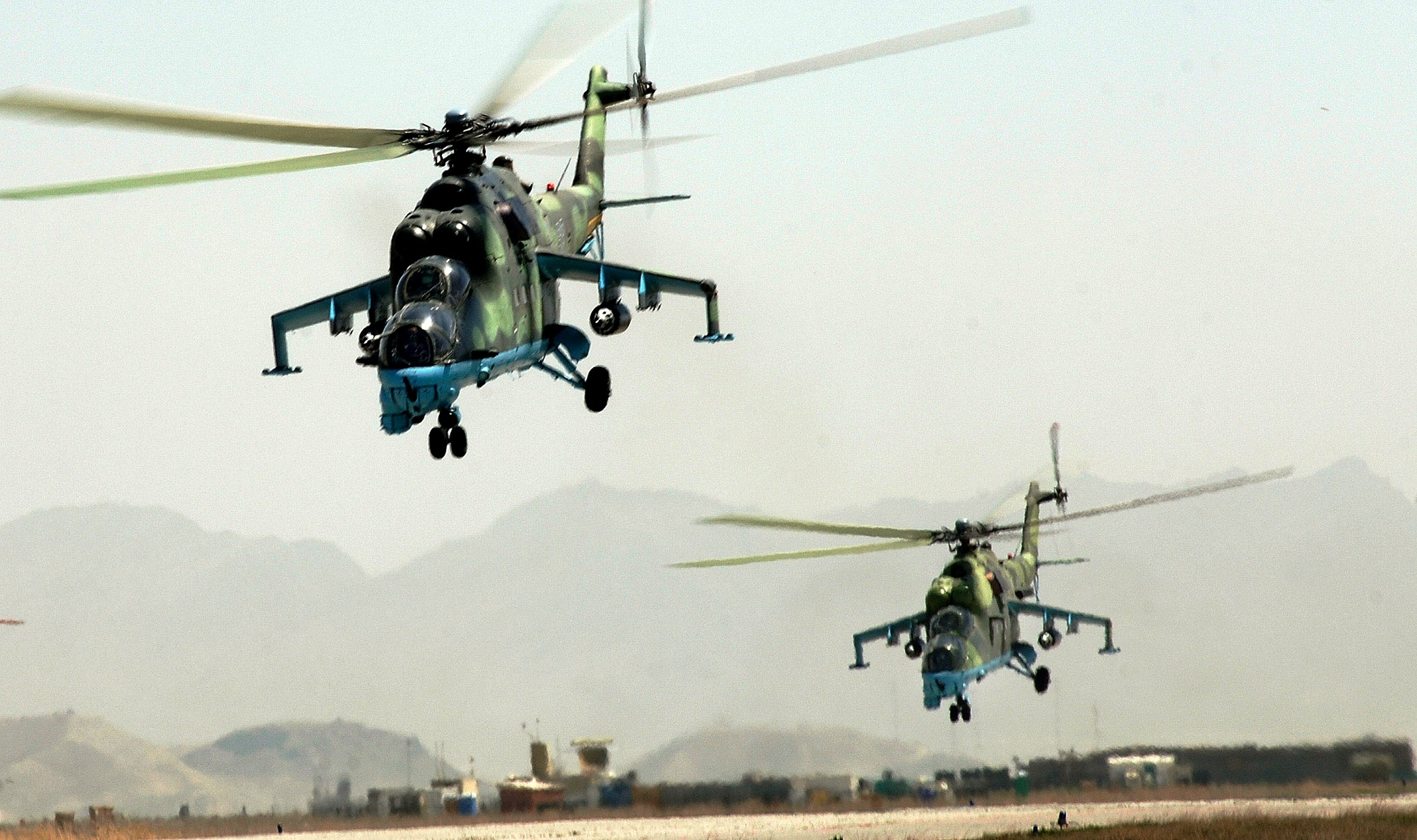
Mi-35

- Aero L-39 Albatross:
- Aeritalia C-27A:
- Antonov An-2:
- Antonov An-12:
- Antonov An-14:
- Antonov An-24:
- Antonov An-26:
- Antonov An-30:

- Antonov An-32:
- Avro Anson 18:
- Bartel BM-4b:
- Breda Ba.25/28:
- Bristol F.2 Fighter:
- Cessna 182:
- Cessna 208B:
- de Havilland DH.9A:
- de Havilland R-1:
- Hawker Hart:
- Hawker Hind:
- Ilyushin Il-10:
- Ilyushin Il-14:
- Ilyushin Il-18:

- Ilyushin Il-28:
- IMAM Ro.37:
- Junkers A.20:
- Junkers F.13fe:
- Junkers G.24ge:
- MD 530F:
- Mikoyan MiG-15:
- Mikoyan MiG-15UTI:
- Mikoyan MiG-17F/PF:
- Mikoyan-Gurevich MiG-19:
- Mikoyan MiG-21F-13:
- Mikoyan MiG-21MF:
- Mikoyan MiG-21bis:
- Mil Mi-1:
- Mil Mi-2:
- Mil Mi-4:
- Mil Mi-6:
- Mil Mi-8:
- Mil Mi-17:

- Mil Mi-17V5:
- Mil Mi-24:
- Mil Mi-35:
- Nieuport 24:
- Potez 25:
- Sopwith 1½ Strutter:
- Sukhoi Su-7:
- Sukhoi Su-17:
- Sukhoi Su-22:
- Yakovlev Yak-11:
- Yakovlev Yak-18:

## Theo thời gian phục vụ
- 1919 tới 1929: Bristol F.2 Fighter
- 1921 tới ?: Nieuport 24
- 1921 tới 1925: Sopwith 1½ Strutter

- 1924 tới ?: de Havilland DH.9A
- 1924 tới 1926: de Havilland R-1
- 1924 tới 1939: Junkers F.13fe
- 1925 tới 1929: Junkers A.20
- 1928 tới ?: Bartel BM 4b
- 1928 tới ?: Junkers G.24ge
- 1928 tới 1929: Potez 25

- 1937 tới ?: Hawker Hart
- 1937 tới 1945: Breda Ba.25/28

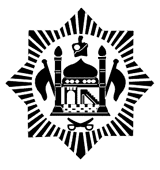
1924 tới 1929

1937 tới 1967

- 1937 tới 1941: IMAM Ro.37 (one on static display at Italian Embassy, Kabul)
- 1938 tới 1957: Hawker Hind (one flying model currently in Shuttleworth Collection)
- 1948 tới 1972: Avro Anson
- 1951 tới 1979: Mikoyan MiG-15
- 1955 tới 2001: Ilyushin Il-14
- 1957 tới 2001: Ilyushin Il-28
- 1957 tới 2001: Yakovlev Yak-18
- 1957 tới 1976: Mil Mi-1
- 1957 tới 1998: Mikoyan MiG-15UTI
- 1957 tới 2000: Antonov An-2
- 1957 tới 2001: Mikoyan MiG-17
- 1958 tới 1999: Yakovlev Yak-11
- 1963 tới 1997: Mil Mi-4

- 1965 tới 2001: Mikoyan MiG-21
- 1968 tới 2001: Ilyushin Il-18
- 1971 tới nay: Mil Mi-8
- 1972 tới 1999: Sukhoi Su-7
- 1975 tới 2001: Antonov An-24
- 1975 tới 2009: Antonov An-26
- 1977 tới nay: Aero L-39 Albatross
- 1979 tới ?: Mil Mi-24
- 1981 tới 2001: Antonov An-12
- 1982 tới ?: Mil Mi-2
- 1982 tới 2001: Sukhoi Su-17

- 1984 tới 2001: Sukhoi Su-22

1967 tới 1979

1983 tới 1994

- 1985 tới thập niên 1990: Antonov An-30
- 1985 tới 1991: Antonov An-14
- 1987 tới 2011: Antonov An-32
- 1987 tới nay: Mil Mi-17
- ? tới nay: Mil Mi-35
- 2009 tới nay: Aeritalia G.222 (Designated as C-27A)
- 2011 tới nay: Cessna 182
- 2011 tới nay: Cessna 208B
- 2011 tới nay: MD 530F